# Eupithecia antaria
Eupithecia antaria là một loài bướm đêm trong họ Geometridae.